# امامزاده طاهر و منصور
امامزاده طاهر و منصور امامزاده‌ای است در کاشان. به باور اهالی محل نسب این دو تن به امام موسی کاظم می‌رسد، ولی در هیچ‌یکی از کتاب‌های معتبر نامی از طاهر و منصور به عنوان فرزندان امام هفتم یاد نشده است و همچنین به آمدن هیچ‌یک از هیجده پسر آن امام به کاشان اشاره‌ای نشده است. این امامزاده دارای گنبد و گلدستهٔ فیروزه‌ای و ضریح چوبی مشبک است. بر روی در امامزاده پس از نام دوازده امام، تاریخ به پایان رسیدن بنا به سال ۹۴۳ هجری نوشته شده است. اطراف گور پیشتر با کاشی‌های نفیس پوشیده شده بود اما در خلال پنجاه شصت سال گذشته ظاهراً به عنوان بهسازی آنها را برای مصارف تعمیرات فروخته‌اند.